# Edward A. Miller
Edward Alan Miller (* 5. März 1922 in Washington, D.C.; † 5. September 2014 in Bangor, Maine) war ein US-amerikanischer Ingenieur. Er war bei General Electric der Chef-Entwickler des Wiedereintritts-Systems für die Filmkapseln des Corona-Systems von Spionagesatelliten der USA, die 1959 bis 1972 operierten.
Sie konnten damit 1960 als Erste ein von Menschen hergestelltes Objekt gezielt aus dem Weltraum zurückholen: Discoverer 13 im Pazifik, Discoverer 14 wurde im Folgejahr schon beim Abstieg aus der Luft geholt mit einem Spezialflugzeug, dem üblichen Verfahren bei Corona.
Nach der Arbeit an Corona war er bei der Firma Itek Leiter der Entwicklung der Kamerasysteme für die Mars-Sonden Viking (1976).
1975 bis 1977 war er Assistant Secretary der US-Army und beaufsichtigte dort militärische Forschungsprogramme, die unter anderem zum M1 Abrams, Blackhawk- und Apache-Hubschrauber und Patriot-Raketenabwehrsystem führten.
2005 erhielt er für die Beteiligung am Corona-Projekt den Charles-Stark-Draper-Preis, einen der höchsten Technikpreise der USA. 1985 wurde er Pioneer of Space Technology, 1995 erhielt er eine Auszeichnung der CIA für Corona und er erhielt die Army Distinguished Civilian Service Decoration.